# Monobelus maldonadoi
Monobelus maldonadoi är en insektsart som beskrevs av Ramos 1957. Monobelus maldonadoi ingår i släktet Monobelus och familjen hornstritar. Inga underarter finns listade i Catalogue of Life.